# Génocide culturel
Pour les articles homonymes, voir Génocide (homonymie).
L’expression « génocide culturel », employée pour décrire la destruction intentionnelle du patrimoine culturel d’un peuple ou d’une nation pour des raisons politiques, militaires, religieuses, idéologiques, économiques, ethniques ou raciales, connait une forme de reconnaissance juridique dans la  Déclaration des droits des peuples autochtone de l'ONU. 

## Pertinence en droit international
La naissance du génocide, non en tant que réalité tangible, mais en tant qu’incrimination sur le plan juridique, est une notion récente au regard du droit international public. Elle marque la prise de conscience de la communauté internationale vis-à-vis des massacres de minorités commis lors des conflits armés mondiaux de la première partie du XXe siècle.
Dès 1933, Raphael Lemkin a proposé un composant culturel au génocide, qu'il a appelé « vandalisme ». Cependant, les auteurs de la Convention de Génocide de 1948 ont abandonné ce concept de leur considération. La définition juridique du génocide est actuellement limitée aux actes de destruction physique ou biologique dans l'intention de détruire un groupe racial, religieux, ethnique ou national considéré comme tel.
L'Article 7 de l'ébauche de la Déclaration des droits des peuples autochtones des Nations unies (26 août 1994) utilise le terme de « génocide culturel » mais ne définit pas ce qu'il signifie.
La Déclaration des droits des peuples autochtones a finalement été adoptée le 13 septembre 2007 par une Résolution à l'Assemblée générale des Nations unies.
Dans la version définitive, cependant, la phrase dans l’Article 7 est :

« Les peuples autochtones ont le droit, à titre collectif, de vivre dans la liberté, la paix et la sécurité en tant que peuples distincts et ne font l’objet d’aucun acte de génocide ou autre acte de violence, y compris le transfert forcé d’enfants autochtones d’un groupe à un autre. »

L’Article 8 mentionne cependant spécifiquement la destruction de la culture :

« 1. Les autochtones, peuples et individus, ont le droit de ne pas subir d’assimilation forcée ou de destruction de leur culture.

2. Les États mettent en place des mécanismes de prévention et de réparation efficaces visant :

a) tout acte ayant pour but ou pour effet de priver les autochtones de leur intégrité en tant que peuples distincts, ou de leurs valeurs culturelles ou leur identité ethnique ;

b) tout acte ayant pour but ou pour effet de les déposséder de leurs terres, territoires ou ressources ;

c) toute forme de transfert forcé de population ayant pour but ou pour effet de violer ou d’éroder l’un quelconque de leurs droits ;

d) toute forme d’assimilation ou d’intégration forcée ;

e) toute forme de propagande dirigée contre eux dans le but d’encourager la discrimination raciale ou ethnique ou d’y inciter. »

## Expression
Le terme de « génocide culturel » est utilisé à propos de différents événements dont la destruction de cultures traditionnelles comme la culture arménienne en Turquie, la culture tibétaine : en 1989, lors de l'émission Apostrophes consacrée aux droits de l'homme, Robert Badinter parle de génocide culturel au Tibet ; lors des troubles au Tibet en mars 2008 et lors des immolations de Tibétains en 2011, le dalaï-lama a accusé la Chine de « génocide culturel »,.
Le terme de génocide culturel des Ouïghours est fréquemment utilisé,,.

### Droit international
- Anthropologie juridique
- Coutume, Savoirs traditionnels
- Peuple autochtone, Droit des peuples autochtones (Déclaration des droits des peuples autochtones)
- Colonisation, Décolonisation, Droit des peuples à disposer d'eux-mêmes
- Doctrine de la découverte, Terra nullius

### Études théoriques
- Études postcoloniales